# Jean-Jacques Renouard de Villayer
Jean-Jacques Renouard, seigneur de Villayer (* 24. Juni 1607 in Nantes; † 5. März 1691 in Paris) war Mitglied des französischen Conseil d’État, an den König Ludwig XIV. bestimmte juristische Befugnisse delegiert hatte.
Als Pächter der Pariser Stadtpost ließ Renouard de Villayer 1653 an verschiedenen Stellen in Paris Briefkästen aufstellen, in die mit einem Einheitsporto von 1 sol vorfrankierte Briefe eingelegt werden konnten, die dann noch am selben Tag innerhalb der Stadt zugestellt wurden. Die zu diesem Zweck herausgegebenen Quittungsstreifen (billet de port payé), die zur Frankierung an die Briefe geheftet werden mussten, gelten als frühe Vorläufer der Briefmarke. Kein Exemplar hat sich bis heute erhalten. Die so genannte Petite Poste war ein wirtschaftlicher Misserfolg, wurde aber später in anderen Städten Europas (etwa durch die London Penny Post ab 1680) erfolgreich nachgeahmt.
1659 wurde Renouard de Villayer als Nachfolger Abel Serviens Mitglied der Académie française.
Das Hauswappen von Renouard de Villayer wurde 1944 von der französischen Post anlässlich des Tags der Briefmarke auf einer Sondermarke abgebildet.